# Estraneo a bordo
Estraneo a bordo (Stowaway) è un film del 2021 diretto da Joe Penna.

## Trama
La missione MTS-42 della compagnia Hyperion, che consiste in un periodo di permanenza su Marte di due anni, è composta da un equipaggio di tre membri: la comandante Marina Barnett, alla sua ultima missione, la ricercatrice medica Dr.ssa Zoe Levenson e il biologo David Kim, il quale sta svolgendo un importante esperimento con delle alghe che permetterà la vita dell’uomo su Marte.
Poco dopo la partenza, il comandante scopre una persona, ferita e priva di conoscenza, in corrispondenza del CDRA, il dispositivo per la sottrazione di anidride carbonica dall'aria dell'astronave, e, per attutirne la caduta, si rompe un braccio; si tratta di Michael Adams, un ingegnere addetto al supporto al lancio, che, a causa di un incidente, ha perso i sensi finendo nella navicella. 
Ben presto si scopre che il CDRA si è rotto irreparabilmente e, dato che i filtri all'idrossido di litio non bastano a far sopravvivere quattro persone fino all'arrivo su Marte, la Barnett chiede a Kim di sacrificare le sue alghe per creare ossigeno ma, visto che queste non bastano, la donna, senza che Michael possa sentire, informa gli altri due che l'unica soluzione possibile è quella di rimanere in tre, cioè uccidere il clandestino. Zoe, però, non è d'accordo e ottiene dieci giorni per tentare altre strade.
Tre giorni dopo, però, Kim dice tutto a Michael e gli lascia una siringa per farsi un'iniezione letale ma indolore ma Zoe, lo convince a non suicidarsi e propone di intraprendere una EVA scalando i 400 metri di cavo fino al secondo stadio, dove potrebbe essere rimasto dell'ossigeno liquido, usato come propellente. Dato che Barnett è ferita e Michael non è preparato, David, visto che le alghe sono morte e l'ossigeno non basterebbe per più di due membri dell'equipaggio, si offre di aiutare Zoe. Zoe riesce a riempire una bombola con l’ossigeno ma, prima di poter riempire la seconda, scatta l’allarme tempesta solare; è così che i due tornano rapidamente sulla MTS, ma, nel farlo, Zoe perde la bombola che aveva caricato.
L'unica possibilità rimasta è che uno di loro, in una missione suicida perché le radiazioni ionizzanti sono mortali, recuperi l'altra bombola, ancora attaccata al secondo stadio, e la porti sulla navicella, cosicché i tre rimasti si possano salvare. A immolarsi è Zoe che riesce nella missione e poi muore a causa delle radiazioni     

## Personaggi
- Marina Barnett (interpretata da Toni Collette: è la comandante dell'astronave.
- Zoe Levenson (interpretata da Anna Kendrick): è la ricercatrice medica.
- David Kim (interpretato da Daniel Dae Kim): è il biologo dell'astronave.
- Michael Adams (interpretato da Shamier Anderson): è l'estraneo a bordo, un ingegnere del piano di lancio.

## Produzione

### Cast
Nell'ottobre 2018 è stato reso noto che Anna Kendrick era stata scelta per recitare nel prossimo film di Joe Penna, nei panni di una ricercatrice medica. Nel gennaio 2019 anche Toni Collette si è unita al cast, nel ruolo del comandante della nave; così come Shamier Anderson nei panni del clandestino e Daniel Dae Kim in quello del biologo, nel maggio dello stesso anno.

### Riprese
Le riprese, che sono durate 30 giorni, sono iniziate l'11 giugno 2019 e si sono svolte a Colonia e Monaco di Baviera, in Germania.

## Promozione
Il trailer è stato pubblicato il 24 marzo 2021.

## Distribuzione
Nel dicembre 2020, la piattaforma di streaming Netflix ha acquisito i diritti di distribuzione del film, che è uscito il 22 aprile 2021.

## Accoglienza

### Critica
Sull'aggregatore di recensioni Rotten Tomatoes il film ottiene il 75% delle recensioni professionali positive, con un voto medio di 6,5 su 10 basato su 63 critiche, mentre su Metacritic ha un punteggio di 62 su 100 basato su 21 recensioni.